# Sangre Chiquito
Sangre Chiquito es una localidad de Trinidad y Tobago, que forma parte de la región de Sangre Grande.

## Geografía
La localidad abarca parte de la isla Trinidad y limita al norte con Sangre Grande y Fishing Pond, al sur con Manzanilla, al este con Caigual y al oeste con Maraj Hill y Coal Mine.

## Demografía
Datos demográficos de la localidad de Sangre Chiquito:
| Gráfica de evolución demográfica de Sangre Chiquito entre 2000 y 2011 |
|                                                                       |